# José Rojo
Jusepe o José Rojo o Royo fue un actor y dramaturgo español del siglo XVII.
Se especializó en papeles de "barba".  En 1635 pertenecía a la Compañía de Juan Pérez de Tapia y en 1662 trabajaba como copista en la de Simón Aguado. Sus únicas obras dramáticas conocidas son la Loa burlesca para la Compañía de Vallejo (representada en 1665 con Rojo y Manuel de Mosquera en los papeles de galanes, Simón Aguado en el de gracioso y María Román en el de graciosa, y dos comedias escritas en colaboración con Francisco de Villegas (posible pseudónimo del escritor Antonio Enríquez Gómez): La esclavitud más dichosa y Virgen de los Remedios (Madrid, 1666) y Las niñeces de Roldán. Además, se tiene noticia de otra comedia titulada El esclavo de María, perdida.
Rojo también es autor de un diálogo sobre la enseñanza de las mujeres titulado Espejo de ilustres y perfectas señoras (c. 1670). La obra se ha transmitido a través de dos testimonios manuscritos (ms. 8802 y ms. 17939), ambos custodiados en la Biblioteca Nacional de España; el primero de ellos parece contar con el autógrafo de José Rojo.